# Ochodaeus
Ochodaeus är ett släkte av skalbaggar. Ochodaeus ingår i familjen Ochodaeidae.

## Bildgalleri

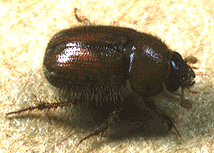

## Dottertaxa tillOchodaeus, i alfabetisk ordning[1]
- Ochodaeus adsequa
- Ochodaeus alius
- Ochodaeus asahinai
- Ochodaeus barbei
- Ochodaeus berytensis
- Ochodaeus bituberculatus
- Ochodaeus capicola
- Ochodaeus carinatus
- Ochodaeus castaneus
- Ochodaeus chrysomeloides
- Ochodaeus congoensis
- Ochodaeus coomani
- Ochodaeus cornifrons
- Ochodaeus corniger
- Ochodaeus cornutus
- Ochodaeus cychramoides
- Ochodaeus deceptor
- Ochodaeus decoratus
- Ochodaeus euops
- Ochodaeus femoratus
- Ochodaeus ferrugineus
- Ochodaeus fraterculus
- Ochodaeus gigas
- Ochodaeus graecus
- Ochodaeus harterti
- Ochodaeus hirtus
- Ochodaeus holzschuhi
- Ochodaeus hondurae
- Ochodaeus inermis
- Ochodaeus inscutellaris
- Ochodaeus integriceps
- Ochodaeus isoanalensis
- Ochodaeus jatahyensis
- Ochodaeus luridus
- Ochodaeus luscinus
- Ochodaeus miliaris
- Ochodaeus mongolicus
- Ochodaeus montanus
- Ochodaeus nigricollis
- Ochodaeus nurestanicus
- Ochodaeus pallidus
- Ochodaeus planiceps
- Ochodaeus pocadioides
- Ochodaeus pollicaris
- Ochodaeus puncticollis
- Ochodaeus pygmaeus
- Ochodaeus quadridentatus
- Ochodaeus rectus
- Ochodaeus rugatus
- Ochodaeus seleuciensis
- Ochodaeus setulosus
- Ochodaeus singularis
- Ochodaeus solskyi
- Ochodaeus stridulatus
- Ochodaeus thalycroides
- Ochodaeus tonkineus
- Ochodaeus tridentatus
- Ochodaeus tuberculicornis
- Ochodaeus unicornis
- Ochodaeus xanthomelas